# Sam Heughan
Sam Roland Heughan (/ˈhjuːən/; sinh ngày 30 tháng 4 năm 1980) là nam diễn viên người Scotland. Anh được biết đến qua vai Jamie Fraser trong sê-ri Outlander, vai diễn mang về cho anh hai giải Sao Thổ. 

## Thời thơ ấu
Heughan sinh ra tại Balmaclellan, Scotland. Năm 5 tuổi, anh chuyển đến New Galloway và theo học Tiểu học Kells.